# Werner Lindermann
Wilhelm Werner Prinz von Sayn-Wittgenstein, alias Werner Lindermann (* 1933 in Duisburg) ist ein ehemaliger deutscher Rennfahrer. Er fuhr in den 1960er in der Sportwagen-WM und in der europäischen Formel-2-Trophy.

## Karriere
Prinz von Sayn-Wittgenstein startete seine Karriere in den 50er Jahren im GT-Sport bei nationalen Rallye- und Rundstrecken-Veranstaltungen und fuhr immer unter dem Pseudonym Werner W. Lindermann.
Nach ersten Erfolgen zwischen 1956 und 1958 ging er 1959 zum ersten Mal gemeinsam mit Gerhard Koch beim Int. 1000-km-Rennen auf dem Nürburgring an den Start. Bei dem ersten zur Weltmeisterschaft zählenden Rennen belegte er den 20. Platz. Es sollten noch einige internationale Rennen hinzukommen. Ein Erfolg war auch der 2. Platz beim World Cup in Zandvoort 1960. Diese Erfolge fuhr er alle mit Fahrzeugen aus dem Hause Porsche ein.
In der Saison 1961 ging es mit Porsche weiter aber nun sollte mit der Formel Junior eine neue Herausforderung hinzu kommen. Als Fahrzeug für die Rennen zur Deutschen Meisterschaft diente ein Elva 200 BMC. Nach einer durchwachsenen Saison 1961 beendete Werner Lindermann seine Karriere als professioneller Rennfahrer.
1965 kehrte der damals 32-jährige Duisburger als reiner Amateurrennfahrer mit einem Ferrari 250 GTO (4115GT) zurück und bestritt die Rennen um die Deutsche Automobil Rundstrecken Meisterschaft. Hier konnte Lindermann alle Rennen in seiner Klasse gewinnen, musste sich lediglich beim letzten Rennen in Wunstorf Udo Schütz und Rolf Stommelen mit ihren Porsche 904 geschlagen geben und belegte den 3. Platz. Dies reichte immerhin zum Gewinn der großen GT-Klasse am Jahresende.
Ende der 1960er-Jahre übernahm Lindermann von Gerhard Mitter, den er bereits aus der Formel Junior kannte, einen Brabham BT23-Formel 2 und gründete das Motan-Racing-Team. Später kam noch ein weiterer Brabham BT30 hinzu. Die Fahrzeuge wurden bei vielen internationalen Rennen eingesetzt. Werner Lindermann setzte sich bis 1970 auch selbst hinters Lenkrad.
In der Saison 1969 belegte er bei seinem Heimrennen, dem Internationalen Eifelrennen auf der Nürburgring-Nordschleife den 9. Platz und bei einem weiteren zur Europa-Trophäe zählenden Rennen in Österreich den 10. Platz. Ebenfalls den 10. Platz belegte er bei der Lotteria di Monza 1969.

## Statistik

### Einzelergebnisse in der Sportwagen-Weltmeisterschaft
| Saison | Team              | Rennwagen       | 1   | 2   | 3   | 4   | 5   | 6   | 7   | 8   | 9   | 10  | 11  | 12  | 13  | 14  | 15  | 16  | 17  | 18  | 19  | 20  |
| ------ | ----------------- | --------------- | --- | --- | --- | --- | --- | --- | --- | --- | --- | --- | --- | --- | --- | --- | --- | --- | --- | --- | --- | --- |
| 1959   | Gerhard Koch      | Porsche 356     | SEB | TAR | NÜR | LEM | RTT |     |     |     |     |     |     |     |     |     |     |     |     |     |     |     |
| 1959   | Gerhard Koch      | Porsche 356     | 20  |     |     |     |     |     |     |     |     |     |     |     |     |     |     |     |     |     |     |     |
| 1960   | Werner Lindermann | Porsche 356     | BUA | SEB | TAR | NÜR | LEM |     |     |     |     |     |     |     |     |     |     |     |     |     |     |     |
| 1960   | Werner Lindermann | Porsche 356     | DNF |     |     |     |     |     |     |     |     |     |     |     |     |     |     |     |     |     |     |     |
| 1961   | Bruno Runte       | Porsche 356     | SEB | TAR | NÜR | LEM | PES |     |     |     |     |     |     |     |     |     |     |     |     |     |     |     |
| 1961   | Bruno Runte       | Porsche 356     | 24  |     |     |     |     |     |     |     |     |     |     |     |     |     |     |     |     |     |     |     |
| 1965   | Werner Lindermann | Ferrari 250 GTO | DAY | SEB | BOL | MON | MON | RTT | TAR | SPA | NÜR | MUG | ROS | LEM | REI | BOZ | FRE | CCE | OVI | NÜR | BRI | BRI |
| 1965   | Werner Lindermann | Ferrari 250 GTO |     |     |     |     |     | 23  |     |     |     |     |     |     |     |     |     |     |     |     |     |     |